# Hohenfinow
Hohenfinow [hoːənˈfiːnoː] är en ort och kommun i östra Tyskland, belägen i Landkreis Barnim i förbundslandet Brandenburg, omkring 8 km öster om staden Eberswalde. Kommunen administreras som en del av kommunalförbundet Amt Britz-Chorin-Oderberg, vars säte ligger i Britz.

## Geografi

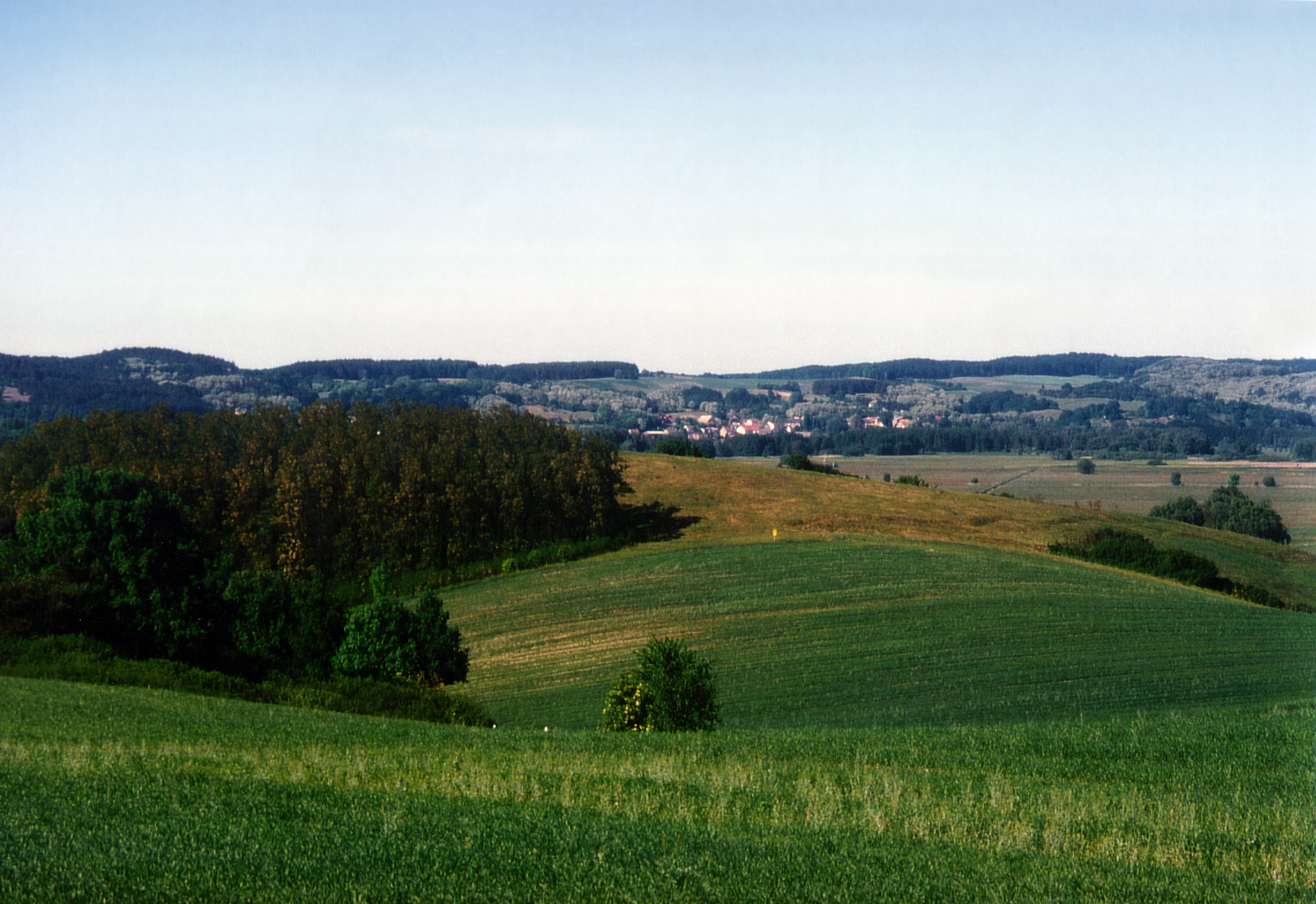
Vy mot Hohenfinow.

Hohenfinow ligger omkring åtta kilometer öster om staden Eberswalde, nordost om Berlin. Norr om orten flyter Finowkanalen och floden Finow. Orten ligger på högplatån direkt söder om Eberswaldes urströmdal.

## Historia
I närheten av byn Liebenstein har arkeologiska fynd från bronsåldern hittats, och mellan Hohenfinow och Amalienhof finns rester av ett gravfält med stenkistegravar, som till större delen förstördes på 1700-talet.
Orten uppstod som en slavisk bosättning under tidig medeltid, och erövrades omkring år 1200 av huset Askanien och markgrevskapet Brandenburg. Efter att borgen i Oderberg uppförts 1213 omkring tio kilometer österut kom även Burg Finow att grundas på den strategiskt viktiga platsen för den nuvarande slottsruinen. Vid utgrävningar 1904 hittades en mecklenburgsk brakteat, präglad 1220, på 2,5 meters djup, och borgen tros ha anlags omkring denna tid.
Vid borgens tillkomsttid var orten på tre sidor omgiven av diken och sumpmarker, och platsen utgjorde gränsen mot de slaviska områdena i norr och öster. Borgen skyddade vadstället vid den nuvarande bron, det enda vadstället på tio kilometer i båda riktningar över Finow.
Ortens kyrka uppfördes omkring 1250. Namnet Hohenfinow finns i belagt i skrift från 1334.
Bland länsherrarna i orten fanns bland andra familjerna von Sparr, Schlick, Thurn und Taxis, Pfuel, Vernezobre de Laurieux och Jacobi-Klöst. Barockslottet uppfördes 1668 av den brandenburgske generalen Ernst Gottlieb von Börstel (1630–1687), efter ritningar av Cornelis Ryckwaert. Astronomen Jean Bernoulli beskrev trakten i en reseberättelse 1780, och noterade att korn och vete odlades här istället för som brukligt råg. 1823 avskaffades livegenskapen.
I närheten av Hohenfinow öppnades dagbrott för brunkolsbrytning under mitten av 1800-talet.
Slottet förvärvades av Felix von Bethmann Hollweg 1855. Hans son Theobald von Bethmann Hollweg var Tysklands rikskansler under första världskriget och använde slottet som sitt privata residens, där han bland annat tog emot besök från utländska diplomater. Bethmann Hollweg tillbringade åren efter sin avgång som rikskansler i orten och är begravd på ortens kyrkogård.
Hohenfinow intogs av Röda armén 20 april 1945 under strider mot Wehrmacht inne i orten. Endast två av ortens invånare hade stannat kvar. Under den första tiden efter krigsslutet var orten överbefolkad av flyktingar från områdena öster om Oder, och slottet användes som flyktingförläggning. Godset kom att kollektiviseras och slottet revs 1962. Sedan 1970-talet har kommunens befolkningssiffror varit vikande.

## Befolkning
| År   | Invånare |
| ---- | -------- |
| 1875 | 776      |
| 1890 | 758      |
| 1910 | 812      |
| 1925 | 879      |
| 1933 | 864      |
| 1939 | 872      |
| 1946 | 894      |
| 1950 | 1 015    |
| 1964 | 829      |
| 1971 | 849      |

| År   | Invånare |
| ---- | -------- |
| 1981 | 639      |
| 1985 | 579      |
| 1989 | 580      |
| 1990 | 574      |
| 1991 | 563      |
| 1992 | 546      |
| 1993 | 539      |
| 1994 | 541      |
| 1995 | 539      |
| 1996 | 558      |

| År   | Invånare |
| ---- | -------- |
| 1997 | 569      |
| 1998 | 581      |
| 1999 | 571      |
| 2000 | 575      |
| 2001 | 555      |
| 2002 | 550      |
| 2003 | 543      |
| 2004 | 538      |
| 2005 | 537      |
| 2006 | 524      |

| År   | Invånare |
| ---- | -------- |
| 2007 | 513      |
| 2008 | 509      |
| 2009 | 521      |
| 2010 | 524      |
| 2011 | 519      |
| 2012 | 500      |
| 2013 | 512      |
| 2014 | 512      |
| 2015 | 526      |
| 2016 | 528      |

| År   | Invånare |
| ---- | -------- |
| 2017 | 525      |
| 2018 | 515      |
| 2019 | 522      |
| 2020 | 537      |

## Kommunikationer
I kommunen vid gränsen mot Niederfinow finns en järnvägsstation (Bahnhof Niederfinow) på järnvägen Eberswalde - Wriezen - Frankfurt (Oder). Stationen trafikeras av Ostdeutsche Eisenbahn med entimmestrafik i riktning mot Frankfurt (Oder) och Berlin-Lichtenberg.

## Kända invånare
- Theobald von Bethmann Hollweg (1856-1921), Tysklands rikskansler 1909-1917 under första världskriget, född och död på familjegodset Hohenfinow. Bethmann Hollweg ligger begravd på ortens kyrkogård.